# Persone di nome Georgij
| Questa pagina contiene informazioni ricavate automaticamente dalle voci biografiche con l'ausilio del template Bio e di un bot. L'aggiornamento è periodico e automatico e ricostruisce completamente la pagina. Se manca una persona in questa lista, sei pregato di non aggiungerla, ma accertati piuttosto che la sua voce biografica contenga il template Bio e che i dati anagrafici siano correttamente compilati. Se il template Bio manca, inseriscilo tu stesso o, in alternativa, metti l'avviso {{tmp\|Bio}} che ne segnala la mancanza. Se i dati riportati sono sbagliati, correggi direttamente la voce biografica; le modifiche saranno visibili in questa lista entro pochi giorni. Per chiarimenti vedi il progetto antroponimi. La lista contiene solo le 90 persone che sono citate nell'enciclopedia e per le quali è stato implementato correttamente il template Bio. Pagina aggiornata al 16 ott 2024. |

Questa è una lista di persone presenti nell'enciclopedia che hanno il prenome Georgij, suddivise per attività principale.

## Allenatori di calcio(2)
- Georgij Jarcev, allenatore di calcio e calciatore sovietico (Nikol'skoe, n. 1948 - Mosca, † 2022)
- Georgij Žarkov, allenatore di calcio e calciatore sovietico (Bogorodsk, n. 1915 - Mosca, † 1981)

## Ammiragli(1)
- Georgij Semënovič Abašvili, ammiraglio sovietico (Tbilisi, n. 1910 - Leningrado, † 1982)

## Attori(4)
- Georgij Nikolaevič Danelija, attore, regista e sceneggiatore sovietico (Tbilisi, n. 1930 - Mosca, † 2019)
- Georgij Jumatov, attore sovietico (Mosca, n. 1926 - Mosca, † 1997)
- Georgij Nikolaenko, attore e regista sovietico (Kropyvnyc'kyj, n. 1946)
- Georgij Michajlovič Vicin, attore sovietico (Terioki, n. 1917 - Mosca, † 2001)

## Baritoni(1)
- Georgij Andreevič Baklanov, baritono lettone (Riga, n. 1881 - Basilea, † 1938)

## Bizantinisti(1)
- Georgij Aleksandrovič Ostrogorskij, bizantinista russo (San Pietroburgo, n. 1902 - Belgrado, † 1976)

## Calciatori(12)
- Georgij Arutjunjan, calciatore russo (Krasnodar, n. 2004)
- Georgij Džikija, calciatore russo (Mosca, n. 1993)
- Georgij Gabulov, ex calciatore russo (Mozdok, n. 1988)
- Georgij Gogičaev, ex calciatore russo (Vladikavkaz, n. 1991)
- Georgij Machatadze, calciatore russo (Rostov sul Don, n. 1998)
- Georgij Melkadze, calciatore russo (Mosca, n. 1997)
- Georgij Nurov, ex calciatore russo (Mosca, n. 1992)
- Georgij Rjabov, calciatore sovietico (Tallinn, n. 1938 - Mosca, † 2020)
- Georgij Ščennikov, calciatore russo (n. 1991)
- Georgij Tigiev, ex calciatore russo (Vladikavkaz, n. 1995)
- Georgij V'jun, calciatore e allenatore di calcio sovietico (Solncevska, n. 1944 - San Pietroburgo, † 2008)
- Georgij Zotov, calciatore russo (Novosibirsk, n. 1990)

## Cestisti(1)
- Georgij Žbanov, cestista russo (Ekaterinburg, n. 1997)

## Collezionisti d'arte(1)
- George Costakis, collezionista d'arte greco (Mosca, n. 1913 - Atene, † 1990)

## Compositori(1)
- Georgij Vasil'evič Sviridov, compositore sovietico (Fatež, n. 1915 - Mosca, † 1998)

## Coreografi(1)
- George Balanchine, coreografo e danzatore russo (San Pietroburgo, n. 1904 - New York, † 1983)

## Cosmonauti(4)
- Georgij Beregovoj, cosmonauta e aviatore sovietico (Fëdorovka, n. 1921 - Mosca, † 1995)
- Georgij Timofeevič Dobrovol'skij, cosmonauta sovietico (Odessa, n. 1928 - Spazio, † 1971)
- Georgij Grečko, cosmonauta sovietico (Leningrado, n. 1931 - Mosca, † 2017)
- Georgij Stepanovič Šonin, cosmonauta sovietico (Roven'ki, n. 1935 - Città delle Stelle, † 1997)

## Diplomatici(1)
- Georgij Vasil'evič Čičerin, diplomatico russo (Karaul, n. 1872 - Mosca, † 1936)

## Entomologi(1)
- Georgij Georgievič Jakobson, entomologo russo (San Pietroburgo, n. 1871 - † 1926)

## Esploratori(1)
- Georgij Alekseevič Ušakov, esploratore e geografo sovietico (Lazarevskoe, n. 1901 - Mosca, † 1963)

## Filosofi(1)
- Georgij Valentinovič Plechanov, filosofo, politologo e critico letterario russo (Tambov, n. 1856 - Jalkala, † 1918)

## Fisici(4)
- Georgij Antonov, fisico polacco (Varsavia, n. 1880 - New York, † 1959)
- Georgij Nikolaevič Flërov, fisico sovietico (Rostov sul Don, n. 1913 - Mosca, † 1990)
- George Gamow, fisico, cosmologo e divulgatore scientifico sovietico (Odessa, n. 1904 - Boulder, † 1968)
- Georgij Viktorovič Skrockij, fisico russo (Proskurov, n. 1915 - Londra, † 1992)

## Generali(3)
- Georgij Samojlovič Isserson, generale sovietico (Kaunas, n. 1899 - Mosca, † 1976)
- Georgij Štakel'berg, generale russo (Põlva, n. 1851 - San Pietroburgo, † 1913)
- Georgij Konstantinovič Žukov, generale e politico sovietico (Strelkovka, n. 1896 - Mosca, † 1974)

## Geologi(2)
- Georgij Nikolaevič Frederiks, geologo russo (n. 1889 - Leningrado, † 1938)
- Georgij de Morenšil'd, geologo russo (Mazyr, n. 1911 - Manalapan, † 1977)

## Giocatori di calcio a 5(1)
- Georgij Zamtaradze, ex giocatore di calcio a 5 russo (Tjumen', n. 1987)

## Giornalisti(1)
- Georgij Gongadze, giornalista ucraino (n. 1969 - † 2000)

## Ingegneri(3)
- Georgij Michajlovič Beriev, ingegnere e generale sovietico (Tbilisi, n. 1903 - Mosca, † 1979)
- Georgij Ėrichovič Langemak, ingegnere sovietico (Starobel'sk, n. 1898 - Mosca, † 1938)
- Georgij Ivanovič Petrov, ingegnere sovietico (n. 1912 - † 1987)

## Linguisti(1)
- Georgij Danilov, linguista e africanista sovietico (Čyhyryn, n. 1897 - Mosca, † 1937)

## Lottatori(3)
- Georgij Ketoev, lottatore russo (Tbilisi, n. 1985)
- Georgij Schirtladze, lottatore sovietico (n. 1932 - † 2008)
- Georgij Omarovič Tibilov, lottatore russo (Vladikavkaz, n. 2000)

## Matematici(2)
- Georgij Evgen'evič Šilov, matematico sovietico (Ivanovo, n. 1917 - Mosca, † 1975)
- Georgij Feodos'evič Voronoj, matematico russo (Žuravka, n. 1868 - Žuravka, † 1908)

## Militari(2)
- Georgij Ėduardovič Berchman, militare russo (n. 1854 - † 1929)
- Georgij Butmi de Kacman, ufficiale e scrittore russo (n. 1856 - † 1917)

## Navigatori(2)
- Georgij L'vovič Brusilov, navigatore e esploratore russo (Nikolaev, n. 1884 - Mar Glaciale Artico, † 1914)
- Georgij Jakovlevič Sedov, navigatore, esploratore e cartografo russo (n. 1877 - † 1914)

## Nobili(4)
- Georgij Nikolaevič di Leuchtenberg, nobile e ufficiale russo (Roma, n. 1872 - Seeon-Seebruck, † 1929)
- Georgij Aleksandrovič Romanov, nobile russo (Carskoe Selo, n. 1871 - Abbas Tuman, † 1899)
- Georgij Konstantinovič Romanov, nobile russo (San Pietroburgo, n. 1903 - New York, † 1938)
- Georgij Michajlovič Romanov, nobile russo (Belyj Ključ, n. 1863 - San Pietroburgo, † 1919)

## Nuotatori(2)
- Georgij Kulikov, ex nuotatore sovietico (Riga, n. 1944)
- Georgij Prokopenko, nuotatore sovietico (Kobeljaky, n. 1937 - Leopoli, † 2021)

## Pittori(2)
- Georgij Bogdanovič Jakulov, pittore e scenografo russo (Tbilisi, n. 1884 - Baku, † 1928)
- Georgij Šiškin, pittore russo (Ekaterinburg, n. 1948)

## Politici(3)
- Georgij Evgen'evič L'vov, politico russo (Dresda, n. 1861 - Parigi, † 1925)
- Georgij Maksimilianovič Malenkov, politico sovietico (Orenburg, n. 1901 - Mosca, † 1988)
- Georgij Dmitrievič Šervašidze, politico russo (Tiflis, n. 1847 - Tiflis, † 1918)

## Presbiteri(1)
- Georgij Apollonovič Gapon, presbitero e politico russo (Beliki, n. 1870 - Ozerki, † 1906)

## Principi(2)
- Georgij Michajlovič Brasov, principe russo (Mosca, n. 1910 - Auxerre, † 1931)
- Georgij Maksimilianovič di Leuchtenberg, principe russo (San Pietroburgo, n. 1852 - Parigi, † 1912)

## Psicologi(1)
- Georgij Ivanovič Čelpanov, psicologo e filosofo ucraino (Mariupol', n. 1862 - Mosca, † 1936)

## Pugili(1)
- Georgij Balakšin, pugile russo (Antonovka, n. 1980)

## Registi(6)
- Georgij Kuznecov, regista sovietico (Tomsk, n. 1945 - Ekaterinburg, † 2005)
- Georgij Grigor'evič Natanson, regista e drammaturgo sovietico (Kazan', n. 1921 - Mosca, † 2017)
- Georgij Michajlovič Stabovoj, regista cinematografico ucraino (Kozelec', n. 1894 - † 1968)
- Georgij Nikolaevič Tasin, regista cinematografico russo (n. 1895 - Kiev, † 1956)
- Georgij Šengelija, regista russo (Mosca, n. 1960)
- Georgij Borisovič Ščukin, regista sovietico (Mosca, n. 1925 - † 1983)

## Rivoluzionari(1)
- Georgij Leonidovič Pjatakov, rivoluzionario ucraino (Maryjnskij, n. 1890 - Mosca, † 1937)

## Scacchisti(2)
- Georgij Agzamov, scacchista sovietico (Olmaliq, n. 1954 - Sebastopoli, † 1986)
- Georgij Lisicyn, scacchista sovietico (San Pietroburgo, n. 1909 - Leningrado, † 1972)

## Schermidori(1)
- Georgij Zažickij, ex schermidore sovietico (Luga, n. 1946)

## Scrittori(2)
- Georgij Vladimirovič Ivanov, scrittore e poeta russo (Governatorato di Kovno, n. 1894 - Hyères, † 1958)
- Georgij Nikolaevič Vladimov, scrittore e giornalista sovietico (Charkiv, n. 1931 - Francoforte sul Meno, † 2003)

## Stilisti(1)
- Goša Rubčinskij, stilista e fotografo russo (Mosca, n. 1984)

## Storici(2)
- Georgij Petrovič Fedotov, storico russo (Saratov, n. 1886 - New York, † 1951)
- Georgij Vernadskij, storico russo (San Pietroburgo, n. 1887 - New Haven, † 1973)

## Teologi(1)
- Georgij Vasil'evič Florovskij, teologo russo (Odessa, n. 1893 - Princeton, † 1979)

## Senza attività specificata(1)
- Georgij Aleksandrovič Jur'evskij,  russo (San Pietroburgo, n. 1872 - Marburgo, † 1913)